# Larsenův syndrom

Larsenův syndrom má autozomálně dominantní vzorec dědičnosti

Larsenův syndrom je velmi vzácný autozomálně dominantní syndrom s hyperlaxicitou (hypermobilitou) kloubů a vazů. Mezi jeho charakteristické projevy patří ihned po narození:
- změny obličeje – oploštění tváře, rozšířený a oploštěný kořen nosu, široce posazené oči, hypertelorizmus
- mnohočetné kloubní dislokace – hlavně luxace kolenních kloubů
- krční hyperkyfóza – hrozí poškození míchy

Poprvé byl syndrom popsán v roce 1950 americkým ortopedem Loren Joseph Larsenem.

## Patogeneze
Příčinou Larsenova syndromu je generalizovaná porucha mezenchymu a defekt genu na 3. chromozomu.

## Klinický obraz
Mezi rysy syndromu patří změny tváře, oploštění nosu, hyperextenze dolních končetin, rigidní oboustranný pes equinovarus, oboustranně luxováné a značně pohyblivé (pro výraznou kloubní laxicitu) kyčelní klouby, flexní kontraktura lokte. Dále jsou typické změny rukou (dlouhé prsty nasedají na krátké záprstní kosti, distální článek palce má lopatkovitý tvar), změny páteře (krční kyfóza s progresivní instabilitou, distálněji kyfoskolióza), vrozené vady srdce, aorty, průdušnice a hrtanu. Inteligence pacienta je normální.

## Terapie
Cílem léčby je zabránit kompresi krční míchy zadní fúzí, chirurgická (příp. konzervativní) léčba luxace kolenních kloubů, kyčelních kloubů a nakonec pes equinovarus.